# جشنواره و نمایشگاه ملی رسانه‌های دیجیتال
جشنواره و نمایشگاه بین‌المللی رسانه‌های دیجیتال جشنواره‌ای است که توسط مرکز توسعه فناوری اطلاعات و رسانه‌های دیجیتال متعلق به وزارت فرهنگ و ارشاد اسلامی کشور ایران برگزار می‌گردد.

## نخستین جشنواره
نخستین جشنواره ملی رسانه‌های دیجیتال از ۲۴ تا ۳۱ اردیبهشت ماه سال ۱۳۸۶ در محل دائمی نمایشگاه‌های بین‌المللی تهران برگزار شد.
این جشنواره، هم‌زمان به نمایش آثاری که به دفترخانهٔ آن ارسال شده‌است می‌پرداخت. این محصولات در چهار بخش اصلی «بسته‌های نرم‌افزاری چند رسانه‌ای»، «پایگاه‌های اینترنتی»، «بازی‌ها و سرگرمی‌های رایانه‌ای» و «نرم‌افزاری‌های ویژهٔ دستگاه‌های تلفن همراه» به نمایش در می‌آمدند. مرکز توسعه فناوری اطلاعات و رسانه‌های دیجیتال، وابسته به وزارت فرهنگ و ارشاد اسلامی ایران، مسئول برگزاری این جشنواره بود. ریاست جشنواره و نمایشگاه هم بر عهدهٔ عیسی زارع پور بود.
از جملهٔ اهداف پیش‌بینی شده برای این جشنواره می‌توان به «فراهم آوردن بستر معرفی آثار، محصولات پدیدآورندگان و ارایه‌دهندگان خدمات رسانه‌های دیجیتال و بسته‌های نرم‌افزاری چند رسانه‌ای در کشور» اشاره کرد.

### انتقادات و نقاط ضعف
این نمایشگاه از پیش از آغاز با انتقاد عده‌ای از افراد و تشکل‌های ذی‌ربط مواجه شد که بعضاً شرکت در آن را تلویحاً نهی کردند. 
اگرچه قرار بود در این نمایشگاه اتصال به اینترنت به صورت بی‌سیم برای عموم مقدور باشد، در این باره مشکلاتی نظیر قطع اینترنت در برخی روزهای نمایشگاه وجود داشت.

## دومین جشنواره
دومین جشنواره و نمایشگاه ملی رسانه‌های دیجیتال از یکم تا نهم آبان ۱۳۸۷ در تهران برگزار شد.

## سومین جشنواره
سومین جشنواره و نمایشگاه ملی رسانه‌های دیجیتال از هشتم تا هجدهم مهرماه ۱۳۸۸ در مصلی بزرگ امام خمینی (ره) برگزار می‌گردد.
- معرفی سومین جشنواره بین‌المللی رسانه‌های دیجیتال

در بخش رسانه‌ای سومین جشنواره و نمایشگاه بین‌المللی رسانه‌های دیجیتال چهار بخش عمومی، کودک و نوجوان، آموزشی، کاربردی وجود داشت و برنامه‌های ویزه پیام کوتاه سانرا، پایگاه اطلاع رسانی سانرا و وب سرویس سانرا به منظور جلوگیری از تکثیر غیر مجاز نرم‌افزارهای رایانه‌ای و نیز جلوگیری از تکثیر نرم‌افزارهای غیر مجاز و همچنین اطلاع رسانی برخط در خصوص نرم‌افزارهای غیر مجاز، راه‌اندازی شده بود

## واگذاری نمایشگاه رسانه‌های دیجیتال
در بهمن ماه ۱۳۹۲ با تلفیق کلیه حوزه‌های وابسته به فناوری اطلاعات و رسانه‌های دیجیتال در نمایشگاه ITDMEX این نمایشگاه به بخش خصوصی واگذار گردید و علی جنتی وزیر فرهنگ و ارشاد اسلامی، این اقدام را نشانه‌ای از تصمیم جدی وزارت فرهنگ و ارشاد اسلامی برای برون سپاری امور اجرایی به بخش خصوصی دانست.
در مردادماه ۱۳۹۳ طی نشستی تفاهم نامه رسمی همکاری میان اتاق بازرگانی، صنایع، معادن و کشاورزی ایران و وزارت فرهنگ و ارشاد اسلامی به منظور واگذاری رسمی اجرای نمایشگاه بین‌المللی فناوری اطلاعات و رسانه‌های دیجیتال (ITDMEX) توسط بخش خصوصی به امضاء رسید. در این جلسه حسن نجفی سولاری رئیس مرکز رسانه‌های دیجیتال اعلام کرد که با این کار واگذاری تصدی گری‌های این حوزه به بخش خصوصی آغاز گردیده است اما جشنواره رسانه‌های دیجیتال همچنان توسط دولت برگزار خواهد شد.
دوره اول نمایشگاه فناوری اطلاعات و رسانه‌های دیجیتال با حضور مجموع ۱۶۶ شرکت داخلی و خارجی در اسفند ماه ۱۳۹۲ برگزار شده و دوره دوم آن نیز ۱۵ تا ۱۸ شهریور ماه ۱۳۹۳ برگزار گردید.